# Хохолув (Малопольське воєводство)
Хохолув (пол. Chochołów) — село в Польщі, у гміні Чорний Дунаєць Новотарзького повіту Малопольського воєводства.
Населення — 1217 осіб (2011).
У 1975-1998 роках село належало до Новосондецького воєводства.

## Демографія
Демографічна структура станом на 31 березня 2011 року:
|          | Загалом | Допрацездатний вік | Працездатний вік | Постпрацездатний вік |
| -------- | ------- | ------------------ | ---------------- | -------------------- |
| Чоловіки | 604     | 154                | 391              | 59                   |
| Жінки    | 613     | 104                | 364              | 145                  |
| Разом    | 1217    | 258                | 755              | 204                  |